# 컨서버피디아

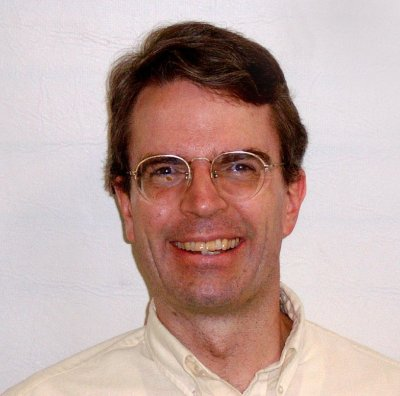
앤드루 슐래플리

컨서버피디아(Conservapedia)는 영어를 사용하는 사회보수주의, 기독교 보수주의적인 성향을 띠는 위키 기반의 웹 백과사전 프로젝트이다. 2006년에 변호사이자 역사 교사였던 앤드루 슐래플리(Andrew Schlafly)가 만들었다. 슐래플리는 위키백과가 자유주의적이고, 반기독교, 반미 성향으로 편중되어 있다고 생각하였기 때문에 컨서버피디어를 만들게 되었다고 하였다. 그렇지만 위키백과와 동일한 미디어위키를 사용하고 있다. 그리고 2010년 9월 19일 기준으로 컨서버피디아에는 34,183개의 문서가 있다.

## 역사
슐래플리의 말에 따르면 컨서버피디어는 원래 뉴저지주의 고등학교 수준의 학생들을 위한 사회, 경제 교과목의 선생님들이 진행하는 홈스쿨 프로젝트로 기획했었다. 학생들이 위키백과를 참조하여 해온 숙제를 읽던 중, 연도를 표기할 때 자신이 더 선호하는 Anno Domini를 사용한 표기 대신 Common Era로 표기하는 것을 보고 지금과 같은 형태의 컨서버피디어를 만들어야겠다고 생각하였다. 슐래플리는 한때 위키백과의 "초창기의 열정적인 편집자"이기도 했는데, 캔자스 교육위원회가 2005년에 지적 설계를 진화와 동등하게 가르쳐야 한다고 결정한 사건을 다루는 문서에서 자신이 편집한 부분이 위키백과의 편집자들에 의해 계속해서 되돌려진 일로 인해 위키백과가 편향된 시각을 담고 있다고 생각하였으며, 이는 컨서버피디아의 제작 계기가 되기도 했다. 슐래플리는 컨서버피디어가 미국의 교육자들에게 좋은 자료, 자유주의적으로 편향된 자료들에 대한 좋은 반론이 될 것이라 설명하였다.

## 편집 성향 및 정책
컨서버피디어는 위키백과에 있는 편견을 제거하기 위해 위키백과와 많은 차이점을 두었다. 예를 들면, 컨서버피디어에서는 사용자 등록을 해야만 편집을 할 수 있으며, 낮에만 편집이 가능하다. 컨서버피디어의 문서들은 위키백과의 문서에 대한 비판 뿐만 아니라 그 속에 담겨있는 자유주의 이데올로기(영어)에 대한 비판도 담겨 있다. 컨서버피디어를 처음 만들었을 때, 앤드류 슐래플리는 위키백과를 대체하기 위해서는 다른 편집 철학을 가져야 한다고 역설했다.

## 같이 보기
- 위키백과